# Régalec
Regalecus glesne
Espèce
Synonymes
- Cephalepis octomaculatus Rafinesque, 1810
- Cepola gladius Walbaum, 1792
- Gymnetrus ascanii Shaw, 1803
- Gymnetrus banksii Valenciennes, 1835
- Gymnetrus capensis Valenciennes, 1835
- Gymnetrus gladius Valenciennes, 1835
- Gymnetrus grillii Lindroth, 1798
- Gymnetrus hawkenii Bloch, 1795
- Gymnetrus longiradiatus Risso, 1820
- Gymnetrus telum Valenciennes, 1835
- Gymnetrus  northumbricus Timbs 1850
- Regalecus jonesii Newman, 1860
- Regalecus masterii De Vis, 1892
- Regalecus pacificus Haast, 1878
- Regalecus remipes Brünnich, 1788
- Regalecus  argenteus Parker, 1884
- Regalecus  italicus Damiani 1913
- Xypterus  imperati Rafinesque, 1810

Statut de conservation UICN

 LC  : Préoccupation mineure
Le régalec, roi des harengs, ruban de mer ou poisson-ruban (Regalecus glesne)  est une espèce de poissons pélagiques de la famille des régalécidés. Sa taille maximale n'est pas connue, il mesure en moyenne cinq mètres. Il a une répartition cosmopolite, à l'exception des pôles. On ne sait que peu de choses sur son comportement, l'essentiel des observations ayant été faites sur des spécimens échoués ou agonisants. Mais en 2013, des robots sous-marins téléguidés ont pu observer plusieurs spécimens vivants, permettant de publier une description scientifique.

## Étymologie et dénomination
Regalecus glesne a été décrit par Peter Ascanius en 1772. Son nom vernaculaire « régalec » est issu de son nom scientifique Regalecus, lui-même dérivé du latin « regalis », signifiant « royal » en français. L'épithète spécifique « glesne » vient de « Glesnaes », le nom d'une ferme à Glesvær (non loin de la deuxième plus grande ville de Norvège, Bergen), où le spécimen type a été trouvé.
Son surnom de « roi des harengs » vient du fait que les pêcheurs l'observaient à proximité des bancs de harengs dont il se nourrit, et de ses rayons antérieurs de sa nageoire dorsale rappelant une couronne.

## Description
Le régalec mesure communément 5 m de long, mais il peut atteindre une longueur record de 11 m, pour un poids de 272 kg, ce qui en fait le plus long poisson osseux du monde,. Toutefois, un spécimen non confirmé allant jusqu'à 17 m pour un poids de plus de 200 kg aurait été observé,.
Il possède une nageoire dorsale rouge et brillante dont les premiers rayons partiellement libres sont très longs et ressemblent à des antennes. De plus, ses nageoires ventrales sont constituées d'une paire de longs rayons rouges non segmentés placés à la base de la partie antérieure de la tête,,.
La queue de ce poisson n'a jamais été observée intégralement sur des spécimens échoués pour la simple raison que le régalec semble, comme les lézards, capable d'autotomie « évasive » afin d'échapper aux prédateurs en détachant une partie de sa queue (des traces de morsures de requins ont notamment été observées).
Cependant, des cas d'autotomie manifestement spontanée ont également été observés : on a même supposé que lorsqu'il atteint une taille trop importante alors que la disponibilité en nutriments diminue, le régalec peut survivre en réduisant sa longueur par autotomie. En conséquence, ce poisson ne possède pas, à l'âge adulte, de nageoire caudale, et la plupart des organes vitaux sont regroupés dans la partie la plus antérieure du corps.

## Répartition et habitat
Le régalec a une répartition cosmopolite, à l'exception des océans Arctique et Antarctique. C'est un poisson pélagique qui vit entre la surface et une profondeur encore indéterminée. La plupart des observations ont été faites en surface ou en zone mésopélagique (jusqu'à 1 000 m de profondeur).

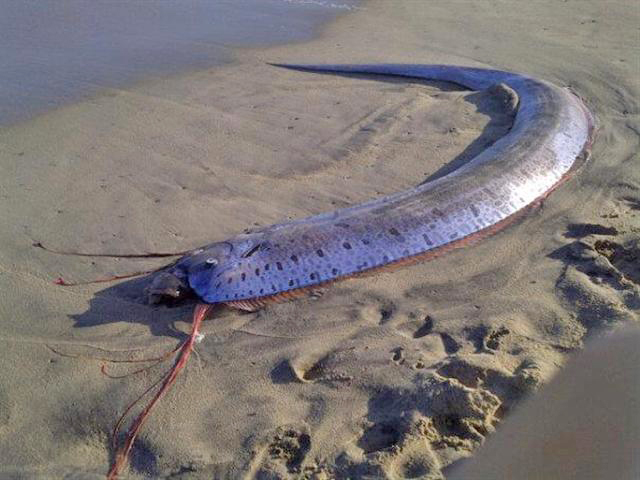
Spécimen échoué
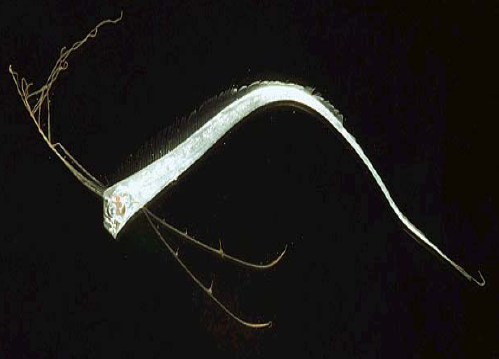
Régalec juvénile.
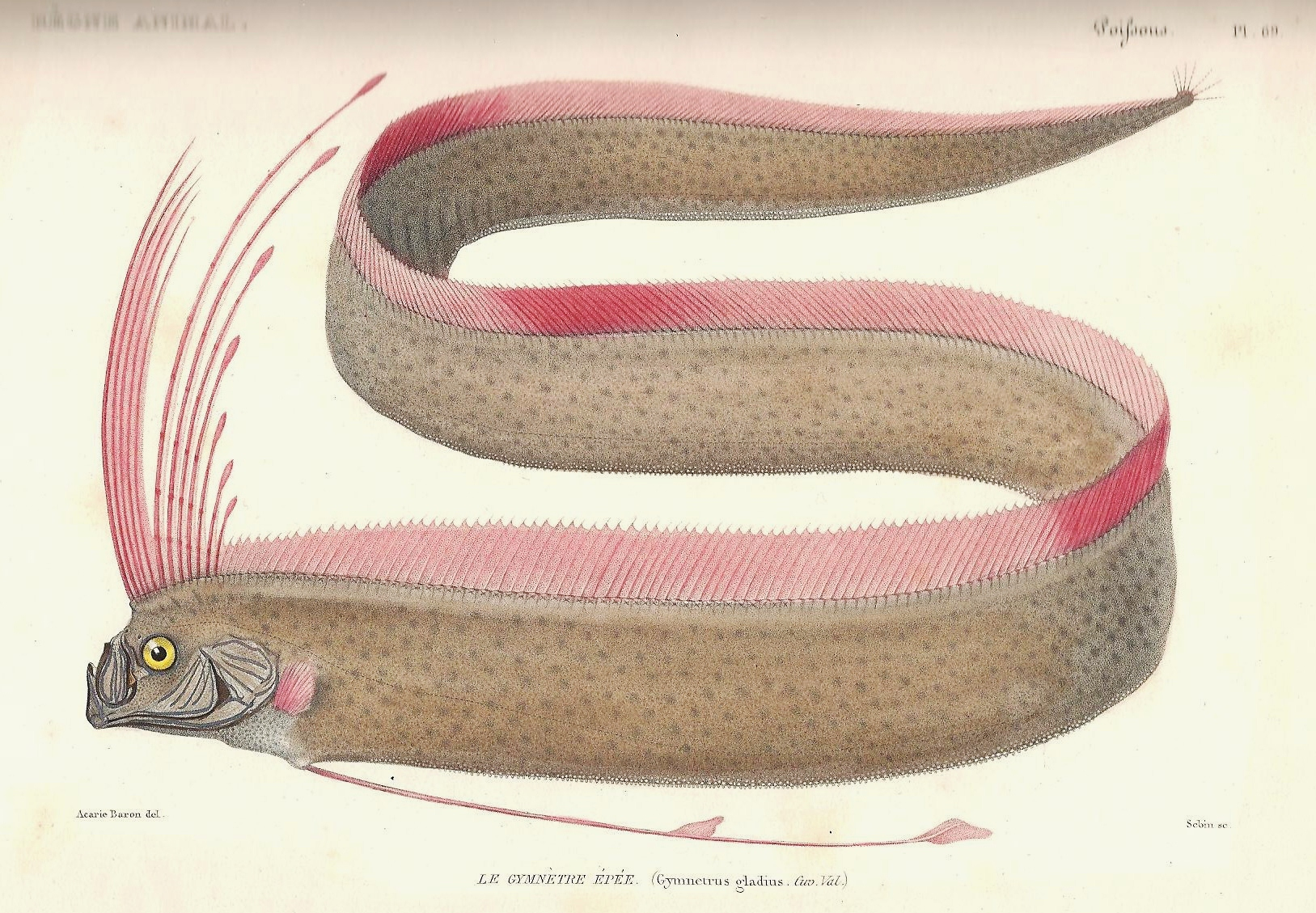
Illustration naturaliste

## Écologie

### Alimentation
Le régalec se nourrit de poissons et de céphalopodes, mais aussi de noctiluques.

### Comportement

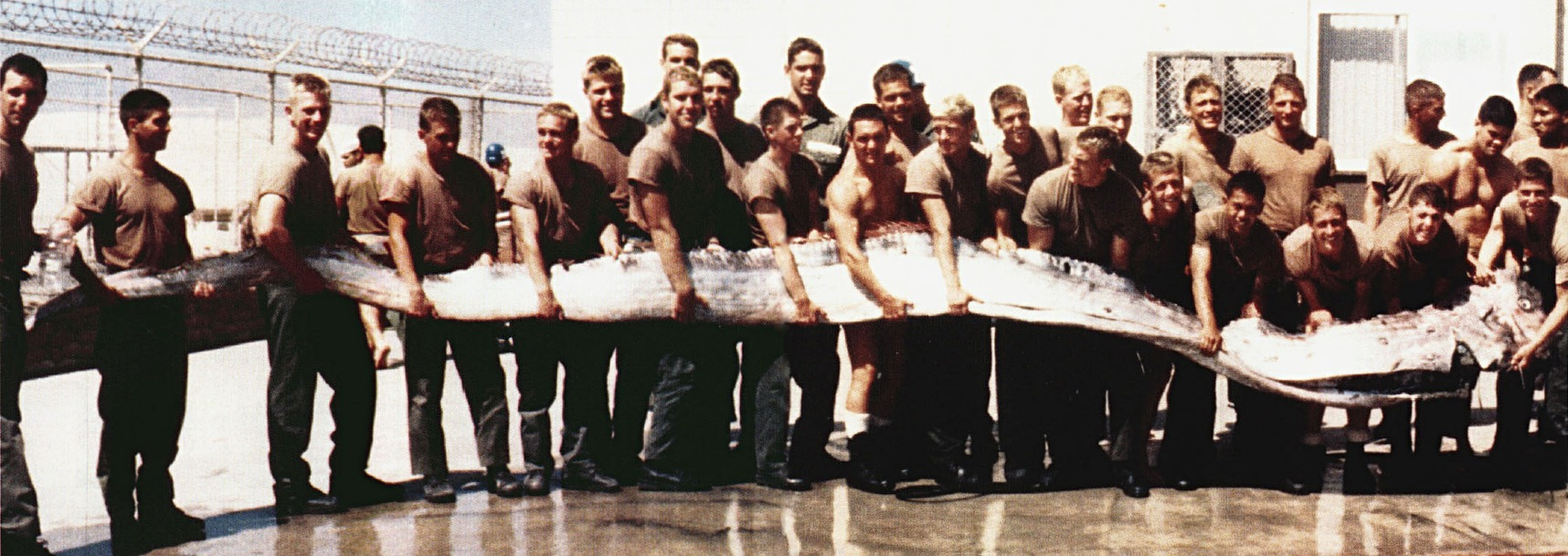
Photographie d'un régalec de 7 m de long trouvé sur une plage de la Naval Amphibious Base Coronado par des apprentis SEAL le 19 septembre 1996. Cette image a beaucoup circulé en Asie du Sud-Est à la fin des années 1990 en la faisant passer comme étant prise au Laos en 1973 (alors que le Laos est un pays sans littoral) et faisant croire que les militaires américains avaient tué le Nâga sacré, divinité protectrice du Mékong.

Le régalec fraye de juillet à décembre. Les œufs mesurent 2,5 mm de diamètre. Les œufs et les alevins font partie du plancton, vivant près de la surface au cours de cette saison. Les juvéniles forment des bancs et ont un aspect très différent des adultes. Une fois adulte, c'est un poisson solitaire.
Malgré des traits jugés effrayants : yeux protubérants, nageoire dorsale rouge et brillante, le régalec est un poisson paisible, inoffensif pour l'Homme, qui nage lentement ou se tient immobile aussi bien à la verticale dans la colonne d'eau (la tête en haut) qu'à l'horizontale, le corps souvent droit où seule sa nageoire dorsale ondule.

## Le régalec et l'homme

### Captures et observations
Le régalec n'est pas pêché commercialement, mais lorsqu'il constitue une prise accessoire, sa chair est généralement commercialisée,.
Les régalecs agonisants ou échoués ont été le plus souvent retrouvés dans des golfes ou des rades : ils y seraient arrivés portés par les courants et se seraient épuisés à rechercher une issue.
Cet animal n'a été filmé ou photographié dans son milieu naturel que de rares fois. En 2007, un régalec a été observé furtivement à 765 m de profondeur dans le golfe du Mexique. Il a également été filmé par un ROV le 10 juillet 2008 puis le 16 février 2009,. En 2010, dans le cadre du « serpent project », l’équipe de Mark Benfield du département d’océanographie et des sciences du littoral de l'Université d'État de Louisiane a filmé par deux fois un régalec à proximité d'une plate-forme pétrolière dans le Golfe du Mexique : une fois par l’équipage d’un submersible à 496 m de profondeur, l’autre par un robot sous-marin téléguidé à 829 m. Un spécimen vivant a pu être filmé par des touristes sur une plage du Mexique en avril 2014. Il a été observé et filmé à plusieurs reprises depuis 2005, près d'une bouée océanographique installée en Méditerranée, par David Luquet et son équipe de l'Observatoire océanographique de Villefranche-sur-Mer. En 2010, un régalec d'une longueur de 3,65 m et d'environ 21 kg s'est échoué en Suède. Il est visible au Muséum d'histoire naturelle de Göteborg.

### Légendes

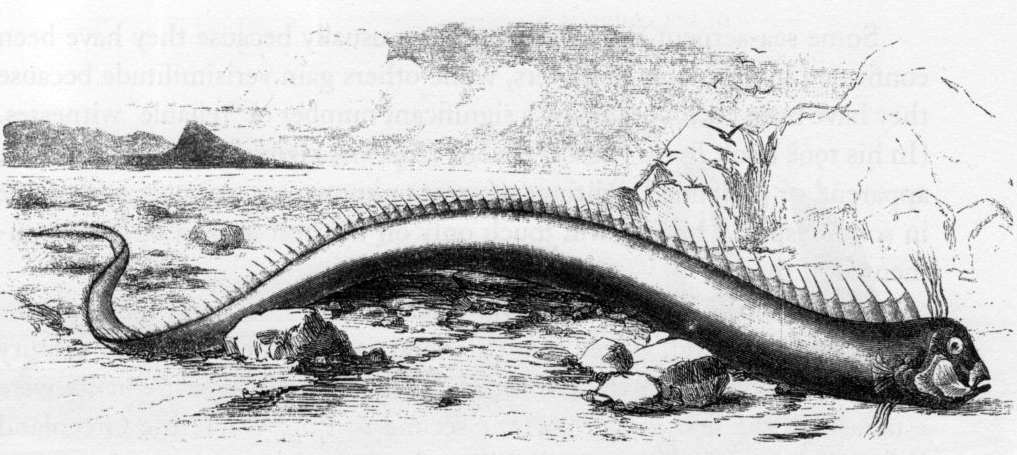
Gravure d'un régalec échoué sur une plage des Bermudes en 1860.

L'existence du régalec a alimenté de nombreuses légendes marines concernant le serpent marin.
Les serpents de mer sont des créatures qui existent dans de nombreuses civilisations, allant du folklore nordique, notamment islandais et norvégien (Jörmungandr, le serpent entourant le monde), jusqu’au Japon, messager du Dragon, dieu des mers.
Dès le XVIe siècle, certains voyageurs nordiques content des aventures extraordinaires, avec des serpents géants. Après avoir lu certains témoignages, les descriptions se ressemblent : une crinière d’algues, une peau marron foncée ou noire, et pouvant atteindre jusqu’à soixante mètres de long, et six pieds de large. D’autres descriptions confèrent aux serpents une tête de cheval.
En janvier 1656, en Norvège, le ministre de l’Évangile fait part d’une description d’un serpent géant : « On le vit s’avancer tel un long mat de navire, renversant tout sur son passage, même les arbres et les cabanes. Ses sifflements, ou plutôt ses hurlements, faisaient frissonner tous ceux qui les entendaient. Sa tête était aussi grosse qu’un tonneau, et son corps, taillé en proportion, s’élevait au-dessus des ondes à une hauteur considérable. »
Ce terrible monstre dévore tout sur son passage, humains, requins, dauphins, et fait même sombrer les navires.
À Taïwan, il a le surnom de « poisson séisme » (地震魚 dizhenyu) car les rares fois où les pêcheurs en ont découvert, c'était peu après un tremblement de terre dont l'épicentre se situait en mer. L'interprétation populaire est que les poissons remontent vers la surface dérangés par les secousses, mais la relation possible entre ces deux évènements n'a pas encore fait l'objet de recherche scientifique.